# Aerenicopsis angaibara
Aerenicopsis angaibara är en skalbaggsart som beskrevs av Martins och Maria Helena M. Galileo 2004. Aerenicopsis angaibara ingår i släktet Aerenicopsis och familjen långhorningar. Inga underarter finns listade i Catalogue of Life.